# (33930) 2000 LQ27
2000 LQ27 (asteroide 33930) é um asteroide da cintura principal. Possui uma excentricidade de 0.16426850 e uma inclinação de 3.90153º.
Este asteroide foi descoberto no dia 6 de junho de 2000 por LONEOS em Anderson Mesa.